# Bicken
Bicken is een plaats in de Duitse gemeente Mittenaar, deelstaat Hessen.

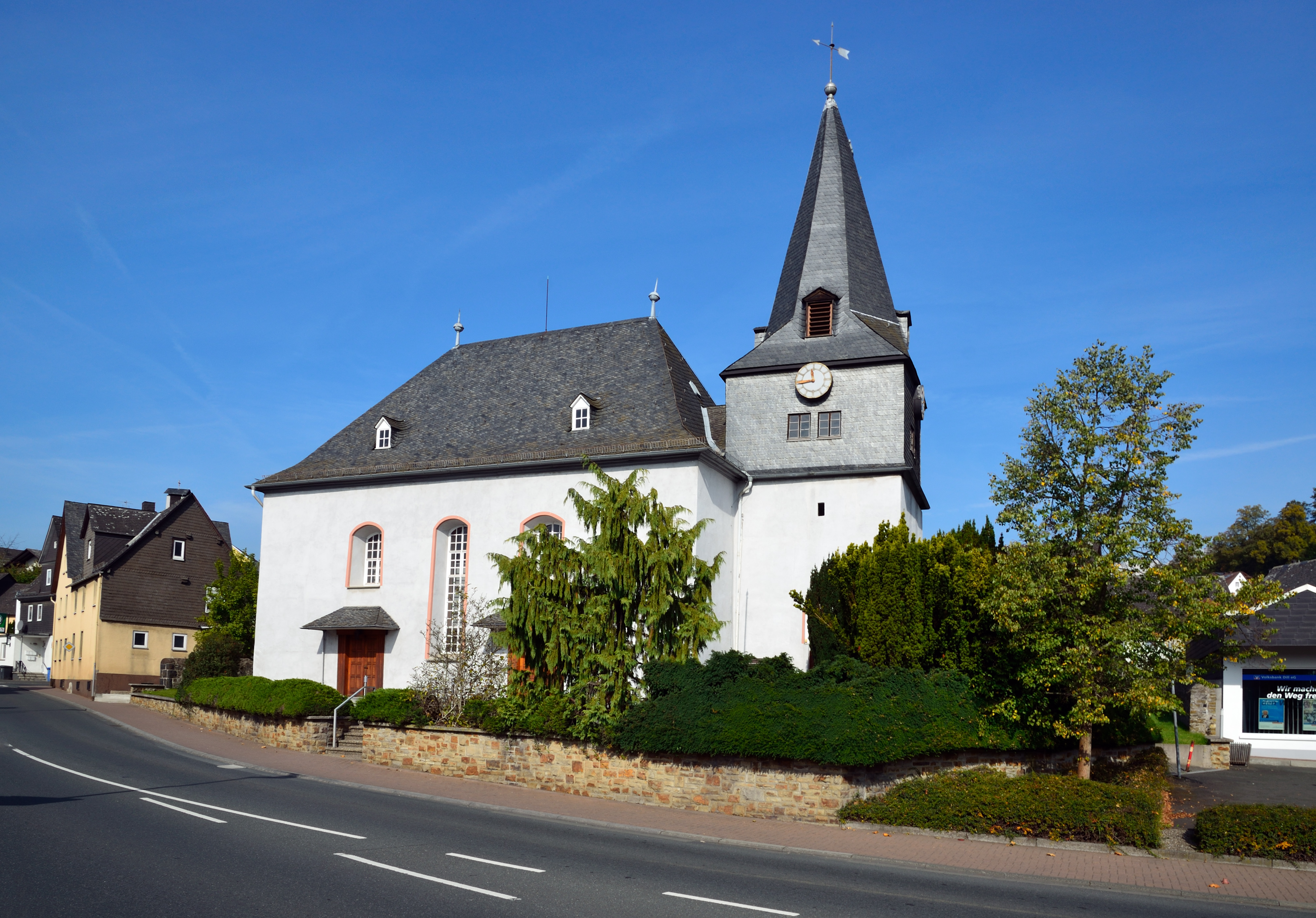
De evangelisch Kerk